# Edgar Norton
Pour les articles homonymes, voir Norton.
Edgar Norton  né le 11 août 1868 à Londres et mort le 6 février 1953 à Los Angeles, est un acteur britannique.

## Filmographie partielle
- 1916 : The Ocean Waif d'Alice Guy
- 1920 : The New York Idea, de Herbert Blaché : Thomas
- 1922 : The Light in the Dark de Clarence Brown : Peters
- 1923 : The Wolf Man de Edmund Mortimer
- 1926 : Marriage License? de Frank Borzage : Beadon
- 1924 : La Fille de la brousse (The Female) de Sam Wood
- 1925 : L'Avalanche (Enticement) de George Archainbaud
- 1927 : Le Prince étudiant (The Student Prince in Old Heidelberg) d'Ernst Lubitsch : Lutz
- 1927 : Le Champion improvisé de Melville W. Brown : un mari trompé
- 1928 : Un certain jeune homme (A Certain Young Man) de Hobart Henley : un valet (non crédité)
- 1928 : Oh, Kay ! de Mervyn LeRoy
- 1929 : Parade d'amour (The Love Parade) d'Ernst Lubitsch : Le maître des cérémonies
- 1929 : Behind That Curtain d'Irving Cummings : Hilary Galt
- 1930 : A Lady Surrenders de John M. Stahl : le majordome
- 1930 : The Man from Blankley's d'Alfred E. Green : Dawes
- 1930 : Les Amours d'une courtisane (Du Barry, Woman of Passion) de Sam Taylor : Renal
- 1930 : The Lady of Scandal de Sidney Franklin
- 1931 : Docteur Jekyll et M. Hyde (Dr Jekyll and Mr. Hyde) de Rouben Mamoulian : Poole
- 1931 : The Lady Refuses de George Archainbaud
- 1931 : The Bachelor Father de Robert Z. Leonard
- 1934 : La Femme la plus riche du monde (The Richest Girl in the World) de William A. Seiter : Binkley, le majordome de Dorothy
- 1935 : When a Man's a Man d'Edward F. Cline
- 1936 : La Fille de Dracula (Dracula's Daughter) de Lambert Hillyer : Hobbs
- 1938 : Campus Confessions de George Archainbaud : James
- 1939 : Le Fils de Frankenstein (Son of Frankenstein) de Rowland V. Lee : Benson
- 1939 : Capitaine Furie (Captain Fury) de Hal Roach : L'aide du gouverneur
- 1939 : Les Maîtres de la mer (Rulers of the Sea) de Frank Lloyd : Mr McKinnon
- 1942 : Qui perd gagne (Rings on Her Fingers) de Rouben Mamoulian : Paul
- 1948 : The Woman in White de Peter Godfrey (non crédité)